# Висајанци (народ)
Висајанци (Mga Bisaya) је термин који се користи за етнолингвистичке групе настањених на Висајанским острвима, највећим деловима Минданаа и најјужнијим деловима Лузона. Највећи број Висајанаца говори једним или већим бројем висајанских језика, међу којима је најраспрострањенији себуано, којим говори свега 25 милиона људи. Немали број њих живи у Метро Манили и околним провинцијама због негативних ефеката економске централизације своје нације. Велика већина Висајанаца припада хришћанској вери (90%), углавном су склони католицизму.
Укупно их има око 33.222.900.

## Терминологија
Кабисај-ан (Kabisay-an) је назив који се користи и за Висајанце и за острва која су настањивали од праисторије. Англиканизован термин Висајас (потиче из хиспанизованог Бисајас), се чешће користи.
У северном Минданау, за Висајанце (оба, домороци и досељеници) су суседни Лумади користили назив думагат („морски људи“ не поистовећивати са Етима). Тако је прављена разлика између приобалних Висајанаца и Лумада унутрашњих висоравни и мочвара.

## Језици
Етнички Висајанци претежно говоре бар једним језиком из групе висајанских језика, који припадају малајско-полинежанској грани аустронезијске породице језика. За све те језике користи се назив Пинсаја или Бисаја. Иако су сви језици индицирани и класификовани у групу висајанских језика, не изјашњавају се сви етнички и културно као Висајанци. Народ Таусуг из етничке групе Моро, користи термин Бисаја само за претежно хришћанске нације где су Висајанци признати.

## Религија
Монотеизам се међу Висајанцима први пут јавља у 14. веку, доласком ислама на подручје Филипина. Међутим, шпански мисионари су успели да их преобрате у хришћанство.
Према попису из 2000. године, 86.53% становништва западних Висаја се изјашњава као римокатолици. Аглипајан (4,01%) и евангелизам (1,48%) су биле следеће највеће религијске групе, док се бар 7,71% изјаснило као припадници других вероисповести.
Исти попис је показао да је око 92% становништва централних Висаја припадало римокатоличкој вери, 2% су Аглипајанци и 1% евангелисти. Осталих 5% је припадало Христовој цркви Филипина, мормонизму, сунитском исламу, будизму и другим религијама.
За источне Висаје, 93% становништва се изјаснило као католици, 2% као Аглипајанци, и 1% као евангелисти. Осталих 5% становништва се изјаснило као протестанти (укључујући Христову цркву Филипина, мормонизам), или као сунити.